# Tipula trapeza
Tipula trapeza är en tvåvingeart som beskrevs av Günther Theischinger 1982. Tipula trapeza ingår i släktet Tipula och familjen storharkrankar. Inga underarter finns listade i Catalogue of Life.